# 情報空間
情報空間（英語: infosphere、インフォスフィア）とは、information（情報）と sphere（球・空間）の混成語であり、人間が扱う「情報」によって形成される、「物理的空間」とは別の独自の秩序を、比喩的に表現した言葉。
デカルトの心身二元論が典型なように、物理的秩序に即座に還元しづらいと認識されやすい「精神」「言語」「情報」などを、物理的実体と区別・対立させて表現することは、古来からよくあることであり、この情報空間という語も、その系譜に属するものであると言える。
この語が最初に用いられたのは、1971年の米タイム誌における R.Z. Sheppard による書評であったと考えられる。ここで彼は、「魚が水を、鳥が空気を認識できないように、人間は、自身を取り囲んでいるジャーナリズム・エンターテインメント・広告・政府らの決まり文句から成る、電子・活字の煙霧の層としての情報空間を、滅多に認識できない。」という一文を書いている。彼はこのように、人間が無自覚に「不自然・恣意的な情報群」に浸って暮らしていることを指摘するために、この語を用いた。
1980年には、未来学者のアルビン・トフラーが、著書『第三の波』においてこの語を用いた。この書は、第一の波「農業革命」、第二の波「産業革命」に続き、第三の波によって「脱産業化」した社会が到来するという内容であるが、後にIT・インターネット産業が勃興したことにより、情報革命を予見した書として、バイブル的扱いを受け、繰り返し参照・言及されるようになり、情報空間という語の普及やそのイメージ形成に決定的な影響を与えた。